# Biserica „Sfântul Arhanghel Mihail” din Piatra
Biserica „Sf. Arhanghel Mihail” cu masa pomenirii este o biserică amplasată în Piatra, raionul Orhei, Republica Moldova. Este un monument arhitectural de importanță națională inclus în Registrul monumentelor Republicii Moldova ocrotite de stat cu nr. 1157 (raionul Orhei). Datează din 1885.